# تپه باغ دلگشا
تپه باغ دلگشا مربوط به تا میانه دوران‌های تاریخی پس از اسلام است و در شهرستان سنقر، بخش کلیائی، روستای مزراله واقع شده و این اثر در تاریخ ۱۱ مرداد ۱۳۸۴ با شمارهٔ ثبت ۱۲۵۲۶ به‌عنوان یکی از آثار ملی ایران به ثبت رسیده است.